# Metro van Lissabon
De metro van Lissabon (Portugees: Metropolitano de Lisboa) is het oudste metrosysteem van Portugal. De metro van Lissabon werd geopend op 29 december 1959. In 2011 bestaat het netwerk uit 4 lijnen met een totale trajectlengte van 37 km en zijn er 40 stations die aan een lijn gelegen zijn en 6 overstapstations.

## Gebruik
Het netwerk is opgebouwd uit 4 lijnen, alle met een eigen kleur en naam. De lijnen staan vermeld op een plattegrond die te bekijken is in de stations, op papier en op de website van de exploitant 'Metropolitano de Lisboa. Elke lijn maakt gebruik van eigen sporen, op de overstapstations worden geen perrons gedeeld. Moet men overstappen dan zal men door middel van verbindingsgangen, trappen en liften naar het andere perron moeten lopen. Lissabon kent momenteel 6 overstapstations:
- Marquês de Pombal, overstappen tussen de blauwe en gele lijn.
- Baixa/Chiado, overstappen tussen de blauwe en groene lijn.
- Alameda, overstappen tussen groene en rode lijn
- Campo Grande, overstappen tussen gele en groene lijn.
- São Sebastião, overstappen tussen blauwe en rode lijn.
- Saldanha, overstappen tussen gele en rode lijn.

### Tarieven en vervoerbewijzen
In de metro van Lissabon bestaan verschillende tarieven:
- losse ritten voor bus+metro
- dagkaarten voor bus+metro, bus+metro+boot naar Cacilhas of bus+metro+stadstreinen.
- tarieven voor reizen met metro, lift (in Lissabon zijn er liften die als openbaar vervoer worden aangemerkt (bv. Santa Justa-Lift), tram, kabeltram en bus.
- Zapping, los tegoed op de navegante ocasional dat op bijna alle vervoerders in het hoofdstedelijk gebied te gebruiken is (uitzondering MobiCascais, die een dagkaart op de bus verkoopt), binnen Lissabon zelf voor reizen met metro, de Santa Justa-Lift, tram, kabeltram en bus, en de bootverbindingen op Cais do Sodré, Terreiro do Paço en Belém.

Er zijn verschillende soorten kaarten:
- de navegante ocasional, een contactloze chipkaart waar losse reizen op geladen kunnen worden (vergelijkbaar met de Nederlandse OV-chipkaart of bijvoorbeeld de Engelse Oyster card). Deze kaart is 1 jaar geldig vanaf het moment van aankoop en kan het hele jaar opnieuw geladen worden met nieuwe losse reizen. De kaart is voor persoonlijk gebruik en kost 50 cent. Ieder los product komt op één van deze kaartjes.
- de persoonlijke navegante-kaart, een contactloze chipkaart waar abonnementen op geladen kunnen worden, vergelijkbaar met de persoonlijke OV-chipkaart.
- sinds 2024 is het ook mogelijk contactloos in- en uit te checken met je bankkaart.

Voor toeristen is er de "Lisboa Card", een contactloze chipkaart. Met deze kaart kan gereisd worden met metro, lift, bus en tram alsmede met de treinen naar Cascais en Sintra. Daarnaast geeft de kaart toegang tot of korting op de toegangsprijs van diverse musea en monumenten alsmede op tourtochten en aankopen in bepaalde winkels. De kaarten zijn verkrijgbaar met een geldigheidsduur van 1, 2 en 3 dagen.

## Geschiedenis

### Opening 1959

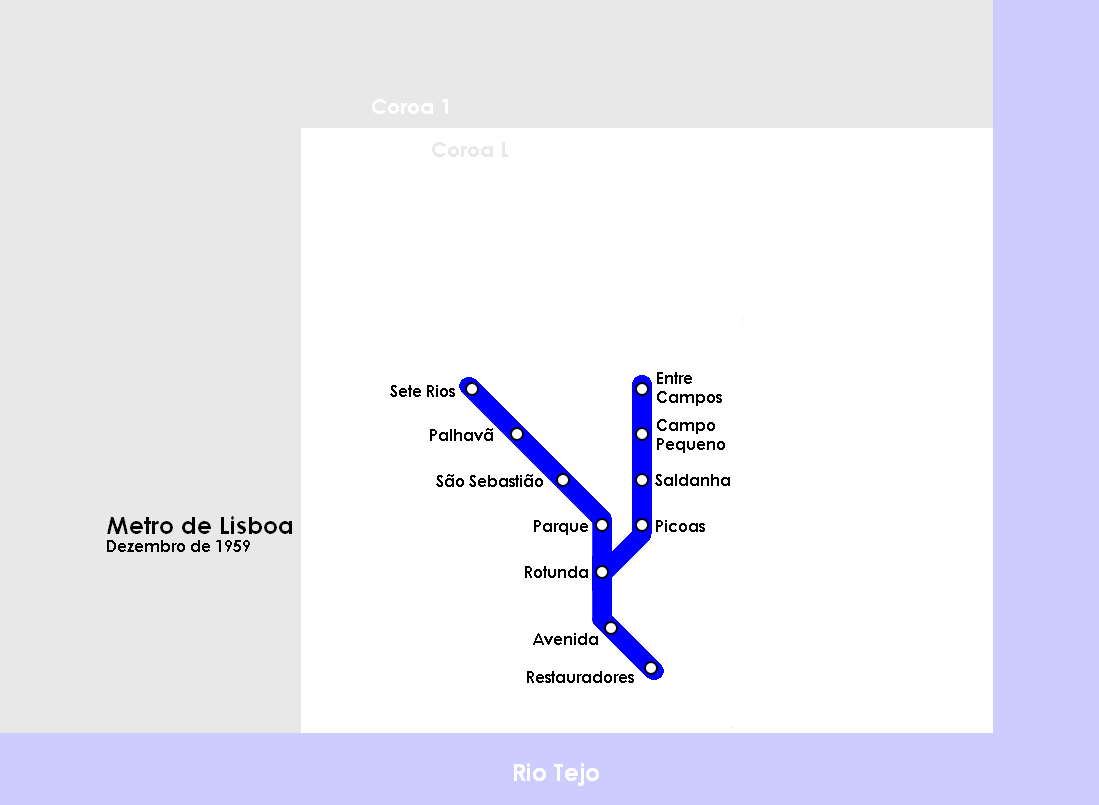
Metronet van Lissabon, status bij de opening op 29 december 1959.

De bouw van de metro van Lissabon is gestart op 7 augustus 1955 en de metro werd in dienst genomen op 29 december 1959 met twee takken die begonnen bij Sete Rios (thans Jardim Zoológico) en Entre Campos die samenkwamen bij Rotunda (thans Marquês de Pombal) om vandaaruit door te rijden naar Restauradores in het centrum van de stad. De totale lengte bedroeg indertijd 6,5 km.

### Uitbreiding 1963

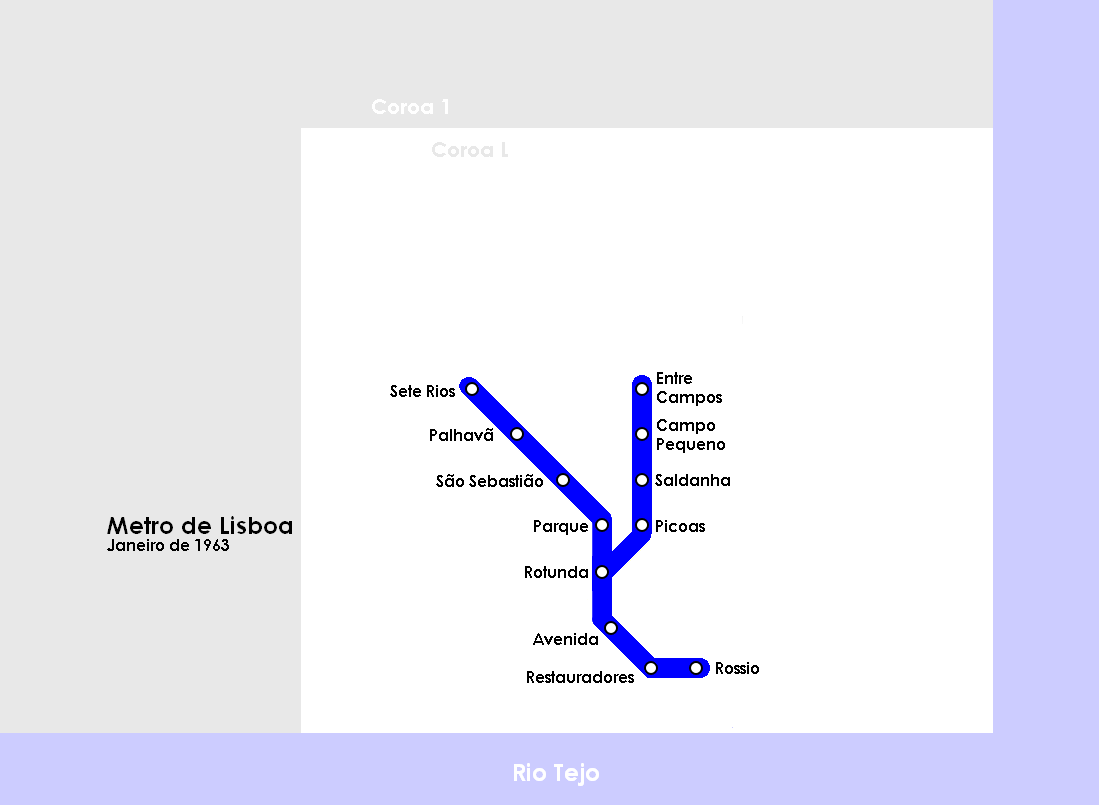
Metronet van Lissabon, status bij eerste uitbreiding in januari 1963.

Op 27 januari 1963 werd de lijn in zuidelijke richting verlengd naar station Rossio.

### Uitbreiding 1966

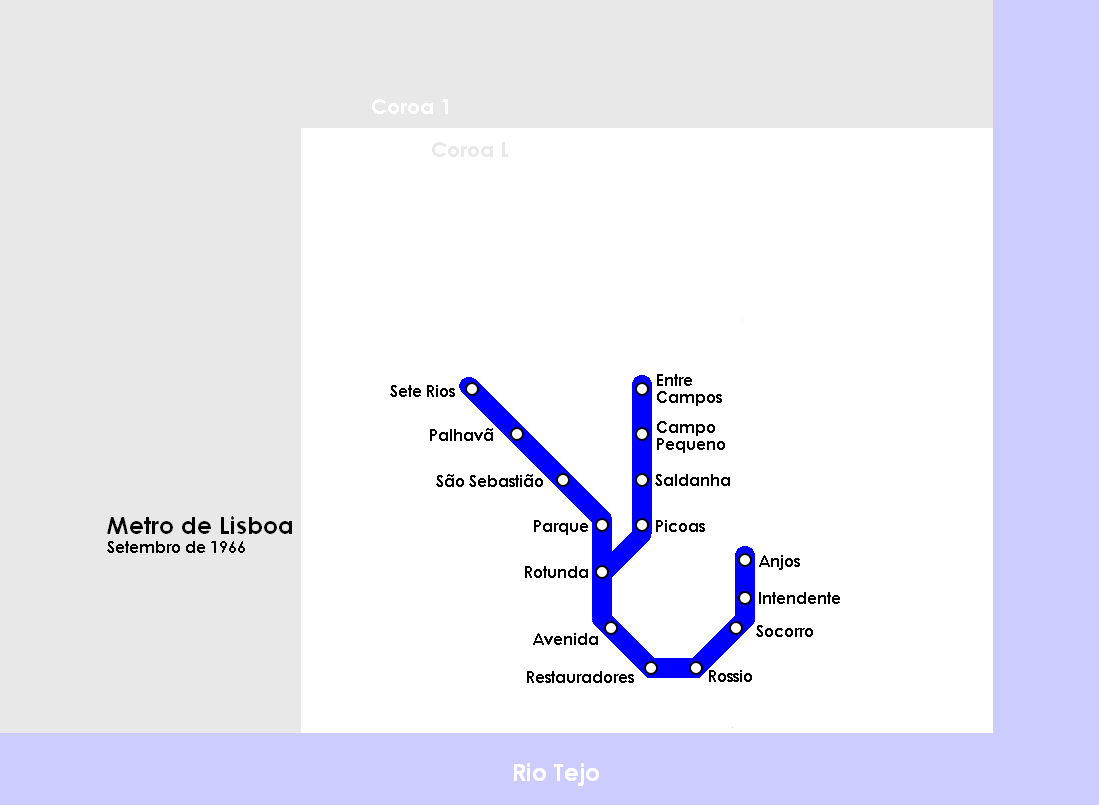
Metronet van Lissabon, status na de uitbreiding in september 1966.

Op 26 september 1966 werd de zuidelijke tak verder verlengd in noordoostelijke richting met de stations Socorro (thans Martim Moniz), Intendente en Anjos.

### Uitbreiding 1972

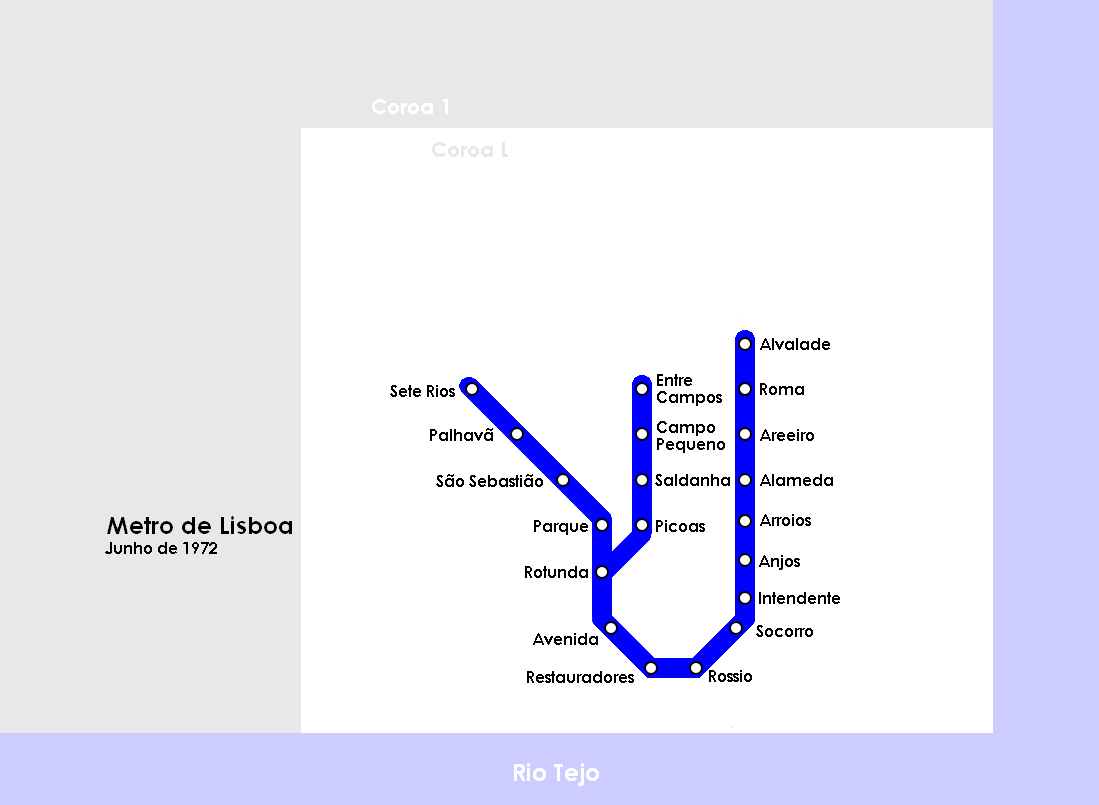
Metronet van Lissabon, status na de uitbreiding in juni 1972.

In juni 1972 werd de zuidelijk tak uitgebreid vanaf Anjos naar Alvalade. Op dit deel werden de stations Arroios, Alameda, Areeiro, Roma en Alvalade geopend.

### Uitbreiding 1988

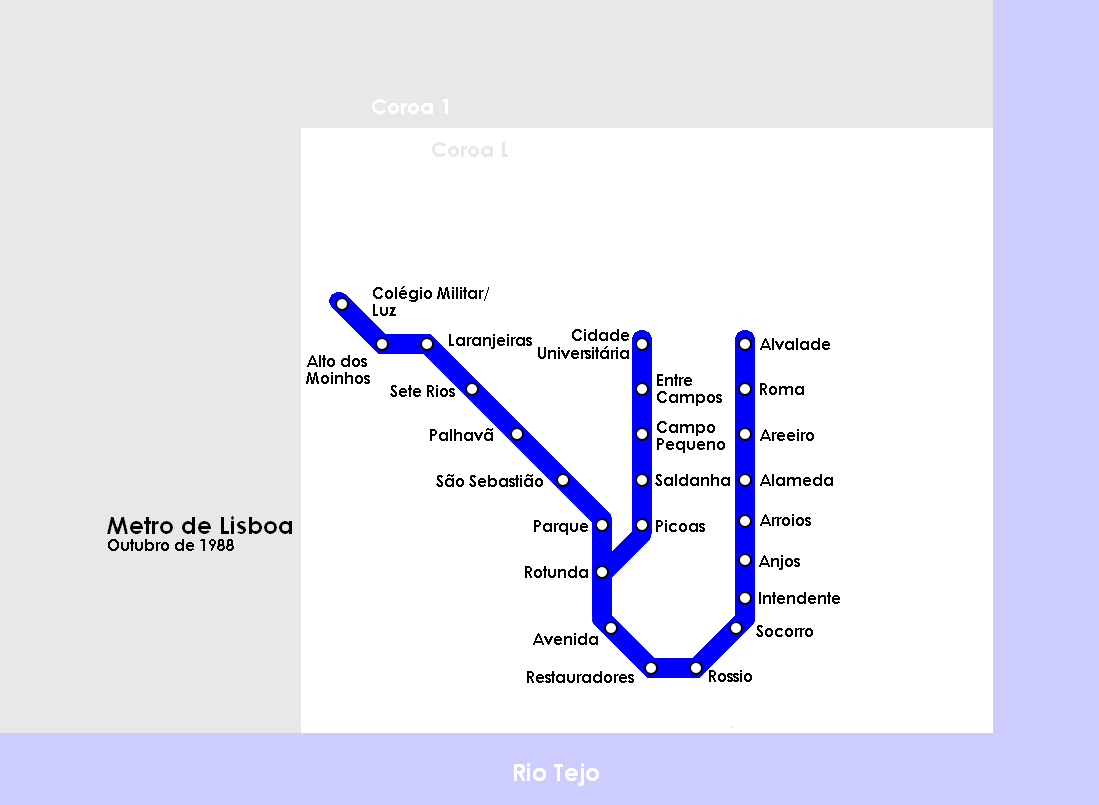
Metronet van Lissabon, status na de uitbreiding in oktober 1988.

In oktober 1988 werden de lijnen uitgebreid richting enerzijds Colégio Militar (thans Colégio Militar-Luz), waarbij de stations Laranjeiras en Alto dos Moinhos werden toegevoegd, en anderzijds richting Cidada Universitária.

### Uitbreiding 1993

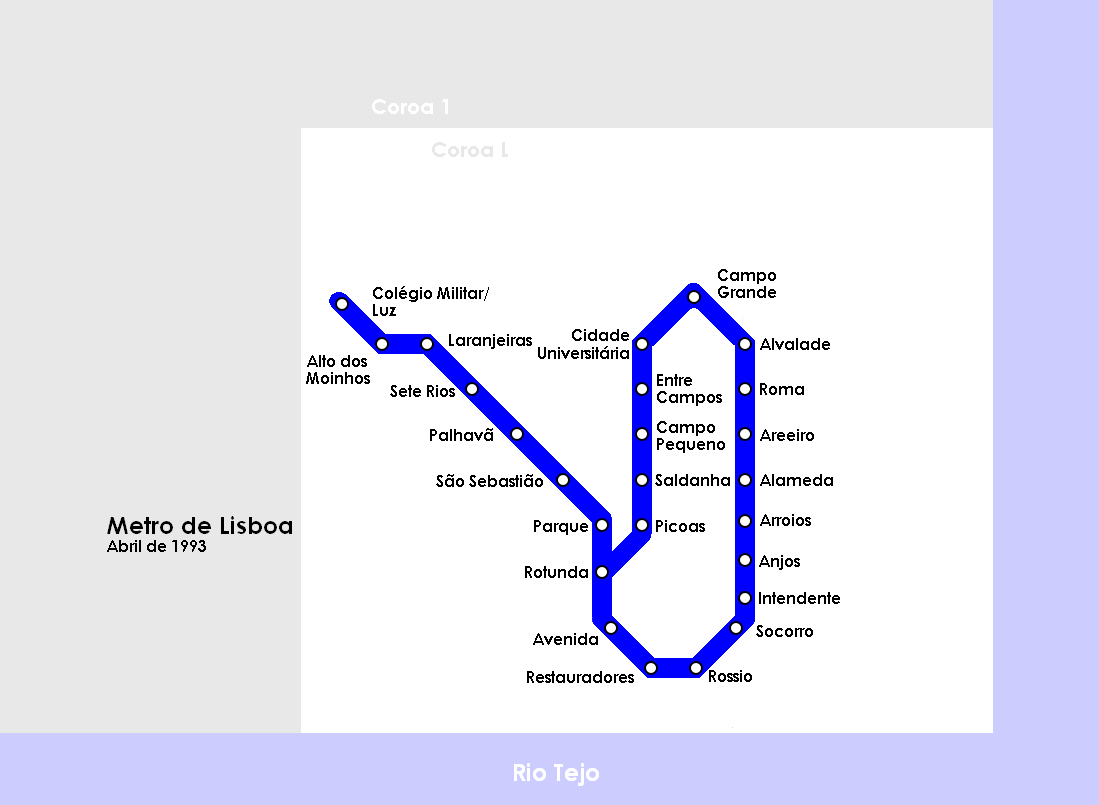
Metronet van Lissabon, status na de uitbreiding in april 1993.

In 1993 werden de twee oostelijke takken uiteindelijk verlengd naar Campo Grande om zodoende een cirkel te vormen.

### Splitsing lijn in 1995

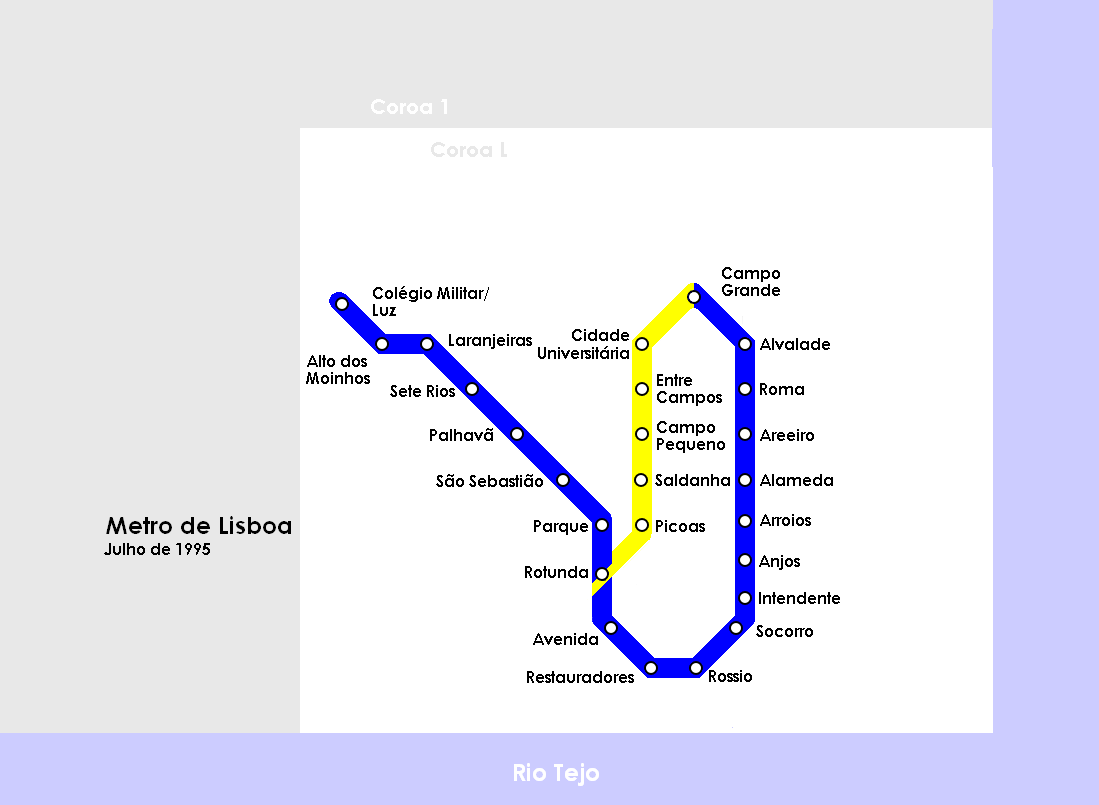
Metronet van Lissabon, status na de uitbreiding in juli 1995.

In 1995 werd station Rotunda gereconstrueerd en hernoemd naar Marquês de Pombal om zodoende het netwerk op te splitsen in 2 lijnen te weten de Blauwe lijn (linha Azul) van Colégio Militar-Luz naar Campo Grande en de Gele Lijn (linha Amarela) van Marquês de Pombal naar Campo Grande.

### Verlenging Blauwe lijn in oktober 1997

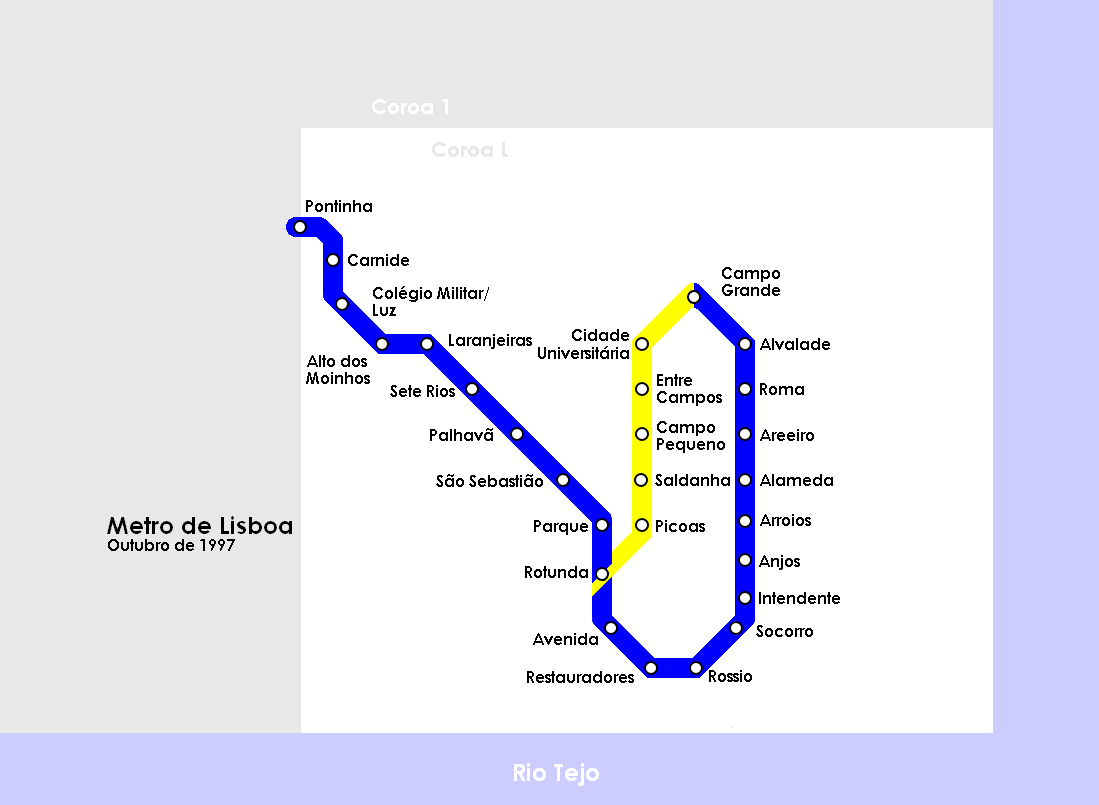
Metronet van Lissabon, status na de uitbreiding in oktober 1997.

In oktober 1997 werd de Blauwe lijn in noordwestelijke richting verlengd en werden de stations Carnide en Potinha geopend.

### Verlenging Gele lijn in december 1997

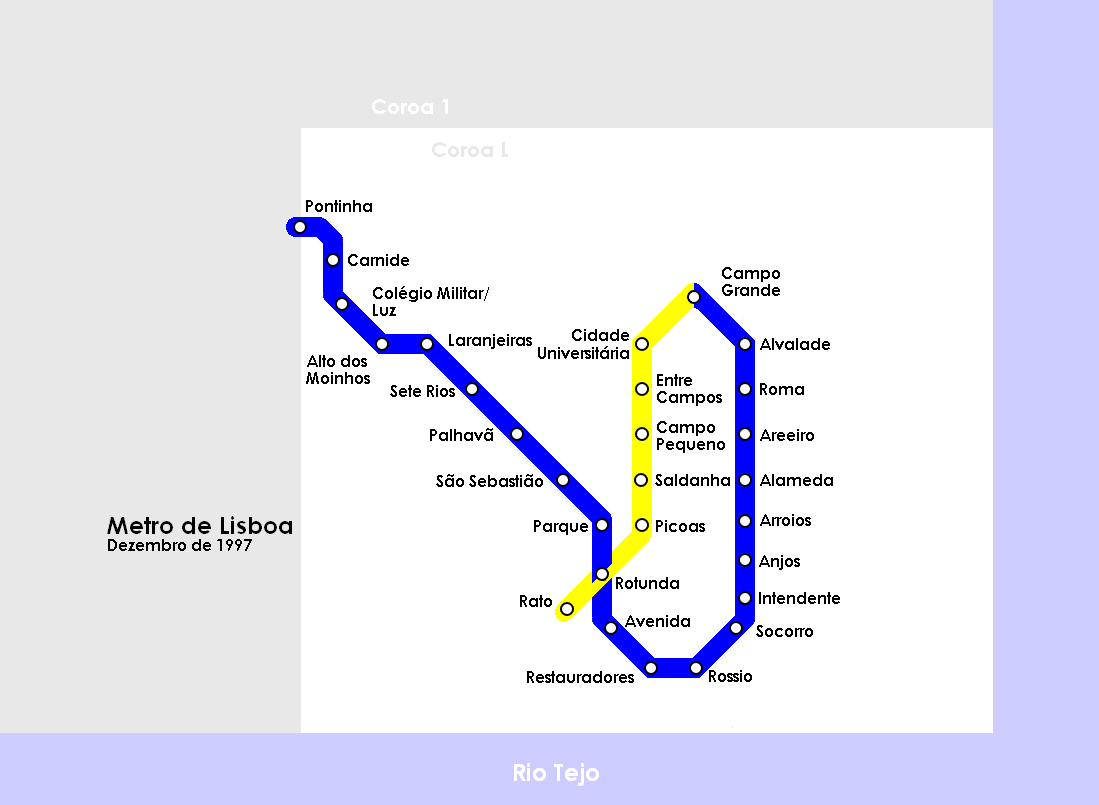
Metronet van Lissabon, status na de uitbreiding in december 1997.

In december 1997 werd de Gele lijn met een station verlengd in zuidwestelijke richting. Het eindstation aan deze zijde was toen Rato.

### Verdere splitsing van de Blauwe lijn in maart 1998

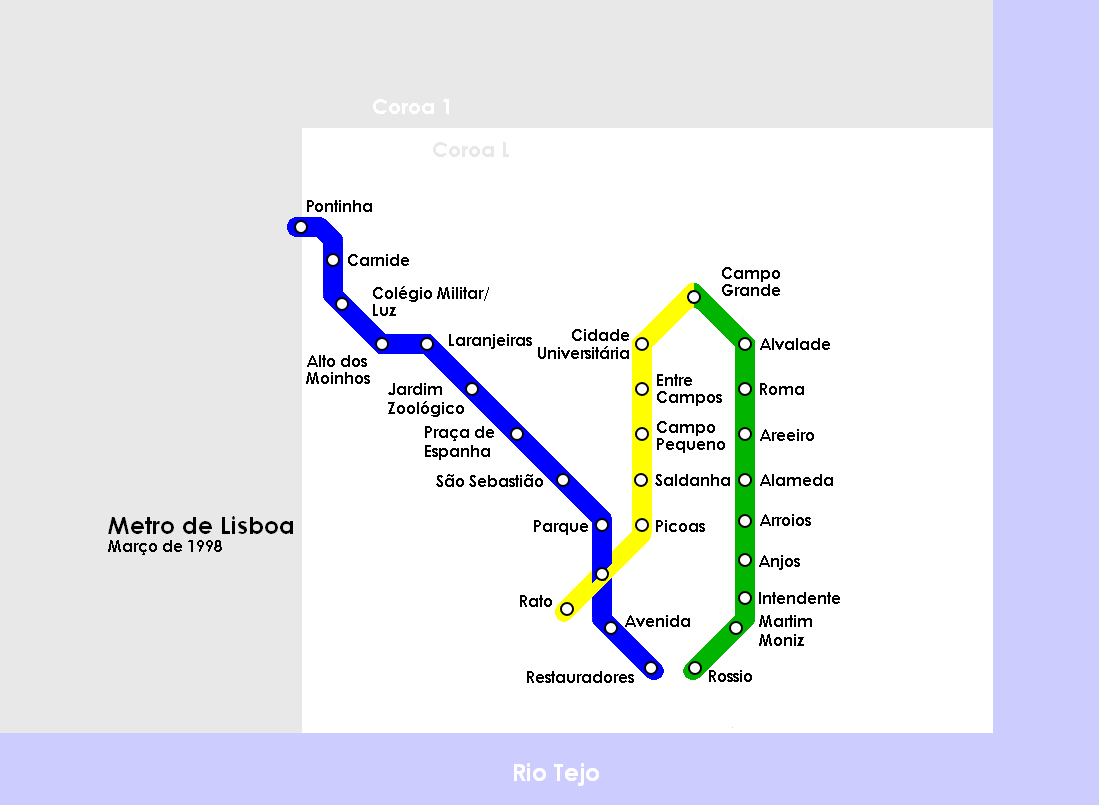
Metronet van Lissabon, status na de splitsing van de Blauwe lijn in maart 1998.

In maart 1998 werd de Blauwe lijn in tweeën gesplitst. Die eindigde sindsdien bij station Baixa-Chiado. Het deel tot aan Campo Grande is de Groene lijn (linha Verde) geworden. Er was toen dus geen verbinding meer tussen de blauwe en groene lijn. Vanaf dit moment kende de Metro van Lissabon dus 3 lijnen

### Uitbreiding Blauwe en Groene lijn in april 1998

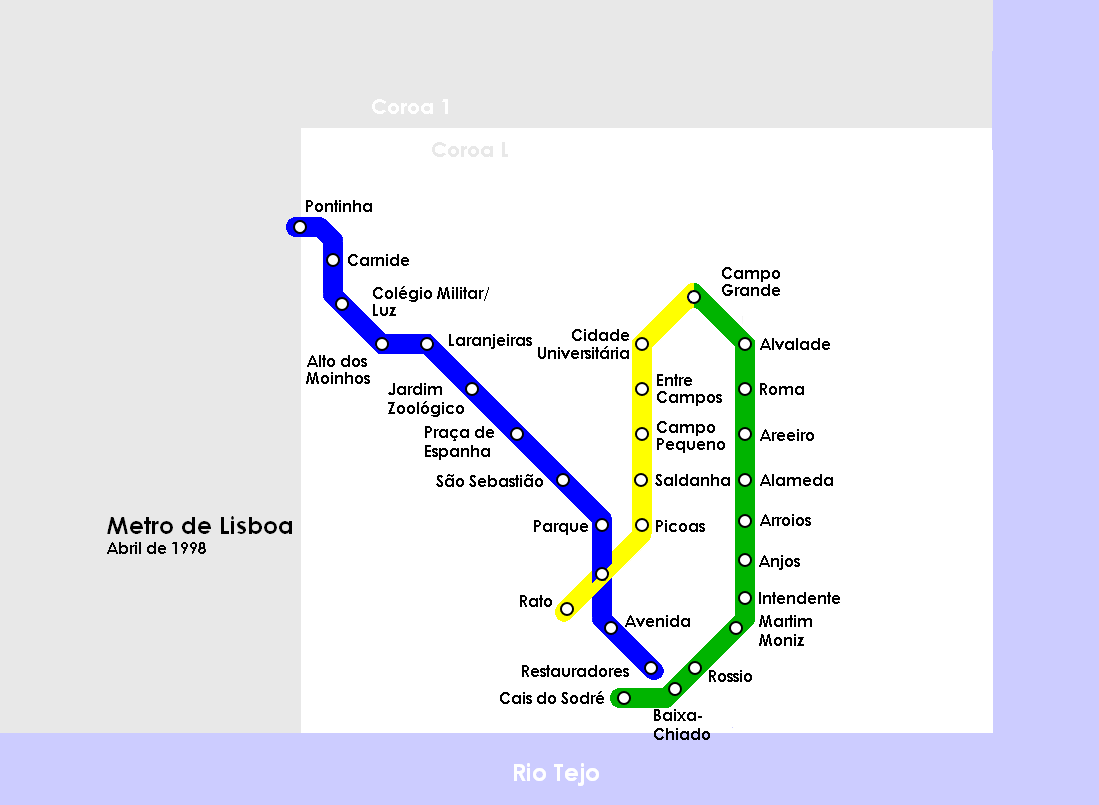
Metronet van Lissabon, status na de splitsing en uitbreiding in april 1998.

Een maand later werd de volgende uitbreiding geopend. De groene lijn werd in zuidelijk richting verlengd naar station Cais do Sodre onder het gelijknamige spoorwegstation.

### Opening nieuwe lijn in 1998 ter gelegenheid van Expo 1998

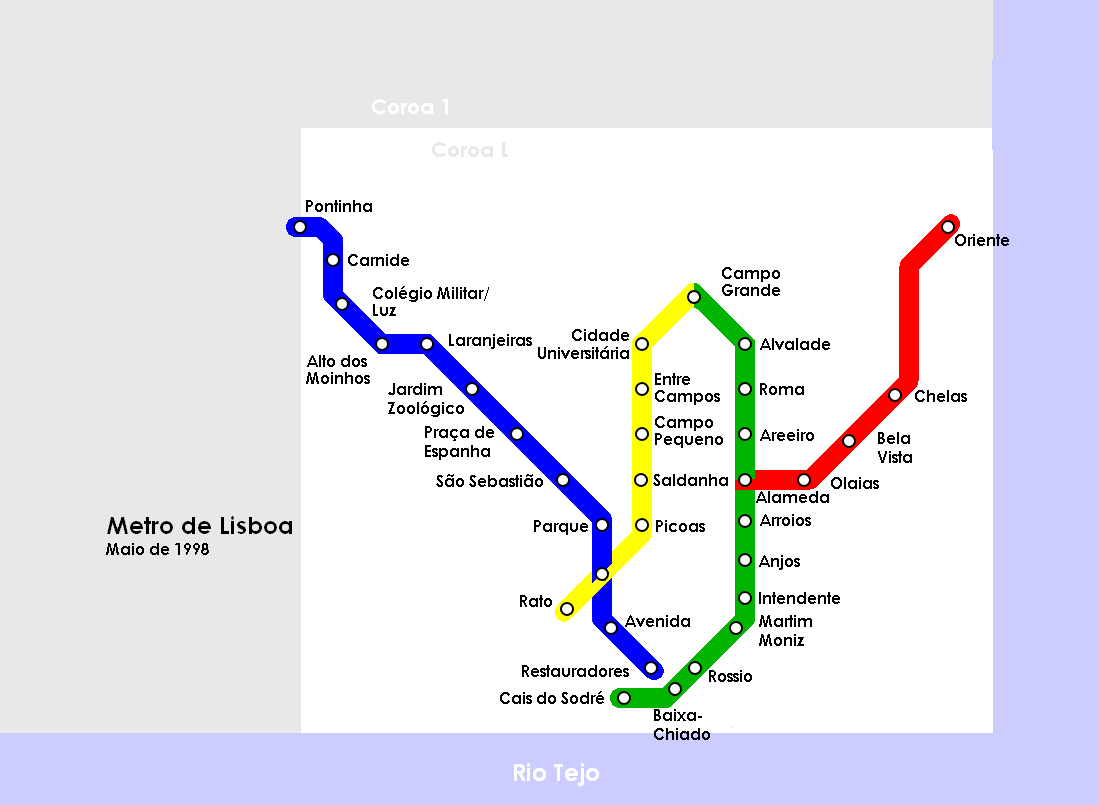
Metronet van Lissabon, status na de uitbreiding in mei 1998.

In mei 1998 werd een vierde lijn geopend, namelijk de Rode lijn(linha Vermelha) om vanuit Alamada een verbinding te maken met het expositieterrein van Expo 98 bij station Oriente. Oriente is tevens een spoorwegstation.

### Opening station Cabo Ruivo aan de Rode lijn in juli 1998

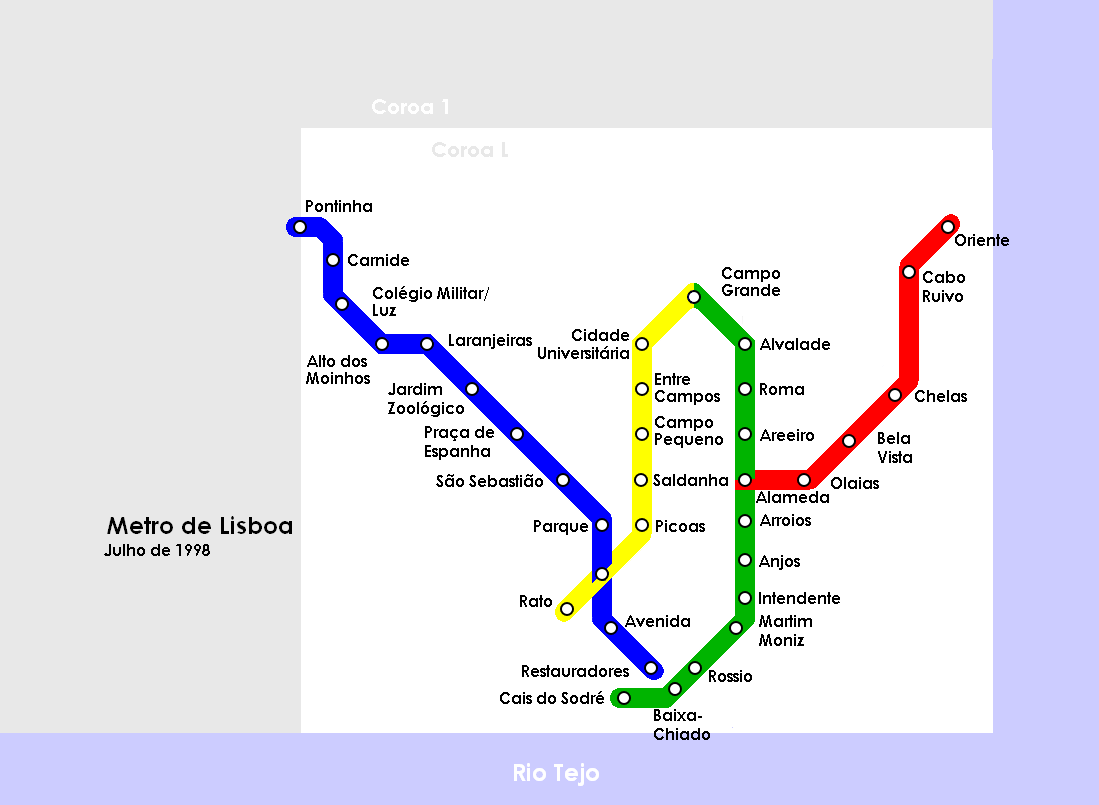
Metronet van Lissabon, status in juli 1998.

Aan de Rode lijn werd een nieuw station genaamd Cabo Ruivo geopend.

### Koppelen Blauwe en Groene lijn in november 1998

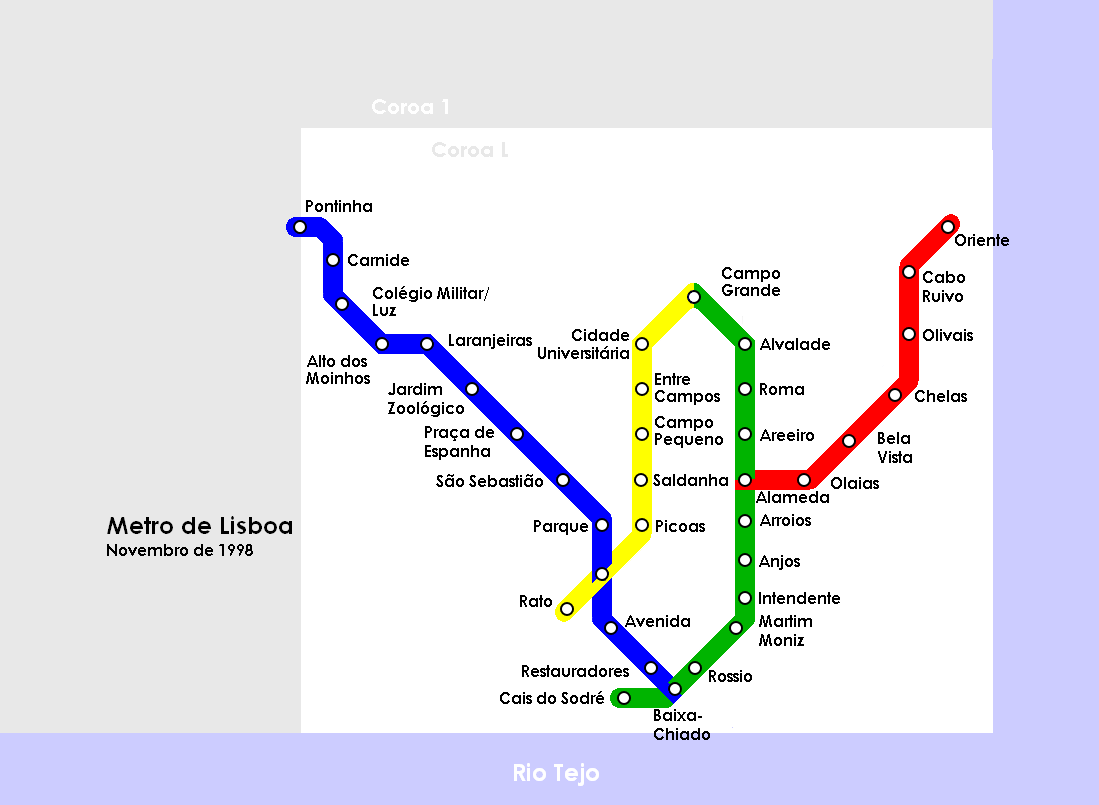
Metronet van Lissabon, status in november 1998.

In november 1998 werd de Blauwe lijn verlengd tot het station Baixa-Chiado om zodoende de koppeling tussen de Blauwe en Groene lijn weer mogelijk te maken.

### Verlenging Groene lijn in november 2002

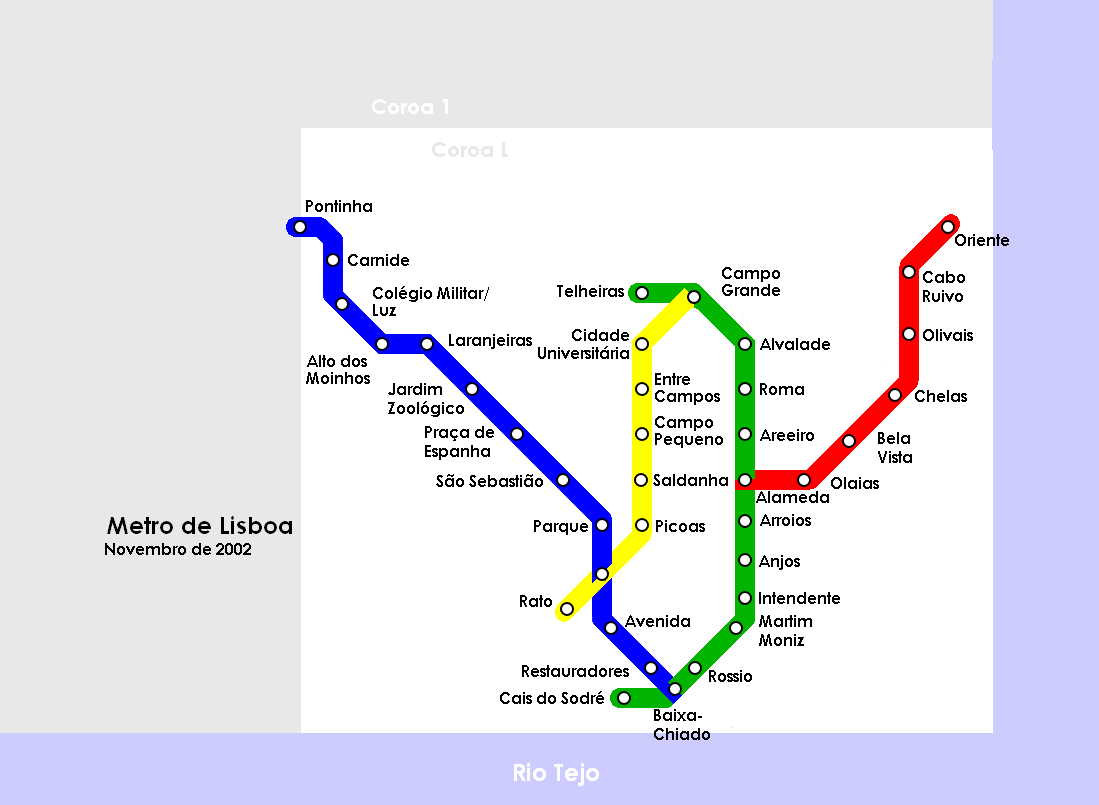
Metronet van Lissabon, status in november 2002.

In november 2002 kwam de verlenging van de Groene lijn tot station Telheiras gereed.

### Verlenging Gele lijn in maart 2004

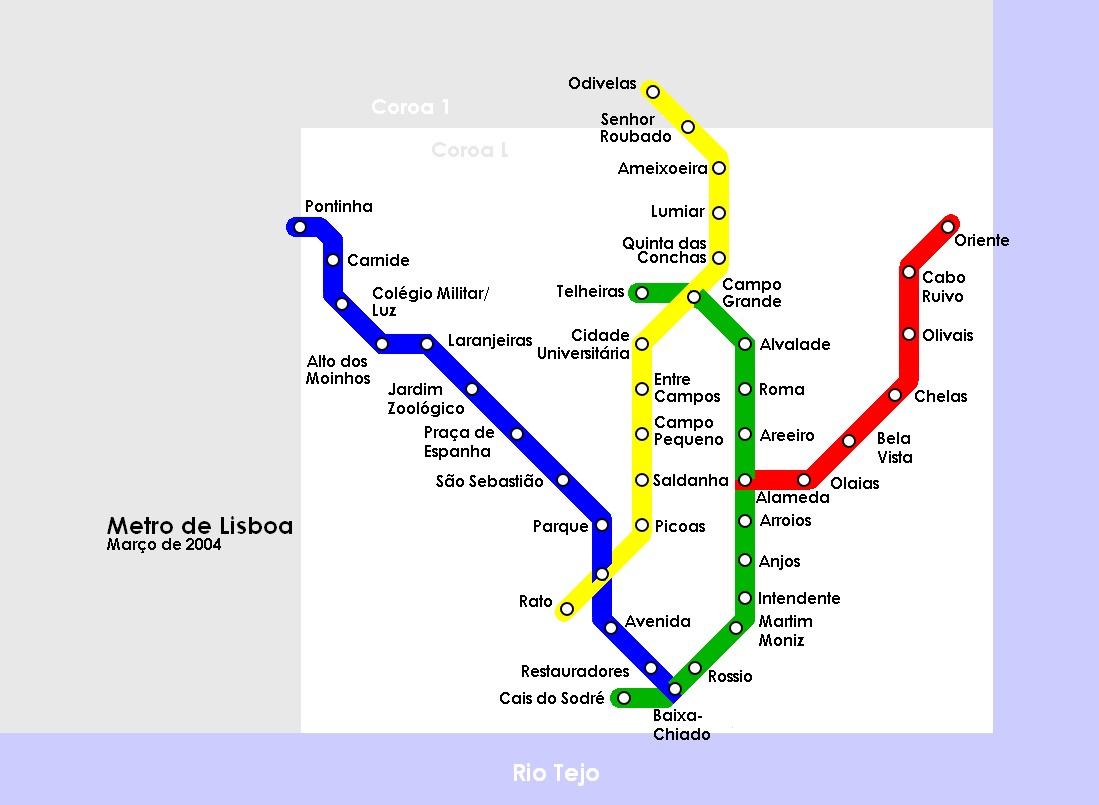
Metronet van Lissabon, status in maart 2004.

In maart 2004 werd de Gele lijn verlengd in noordelijk richting. De gele lijn eindigde in station Odivelas. De stations Odivelas, Senhor Roubado, Ameixoeira, Lumiar en Quinta das Conchas werden geopend.

### Verlenging blauwe lijn in mei 2004

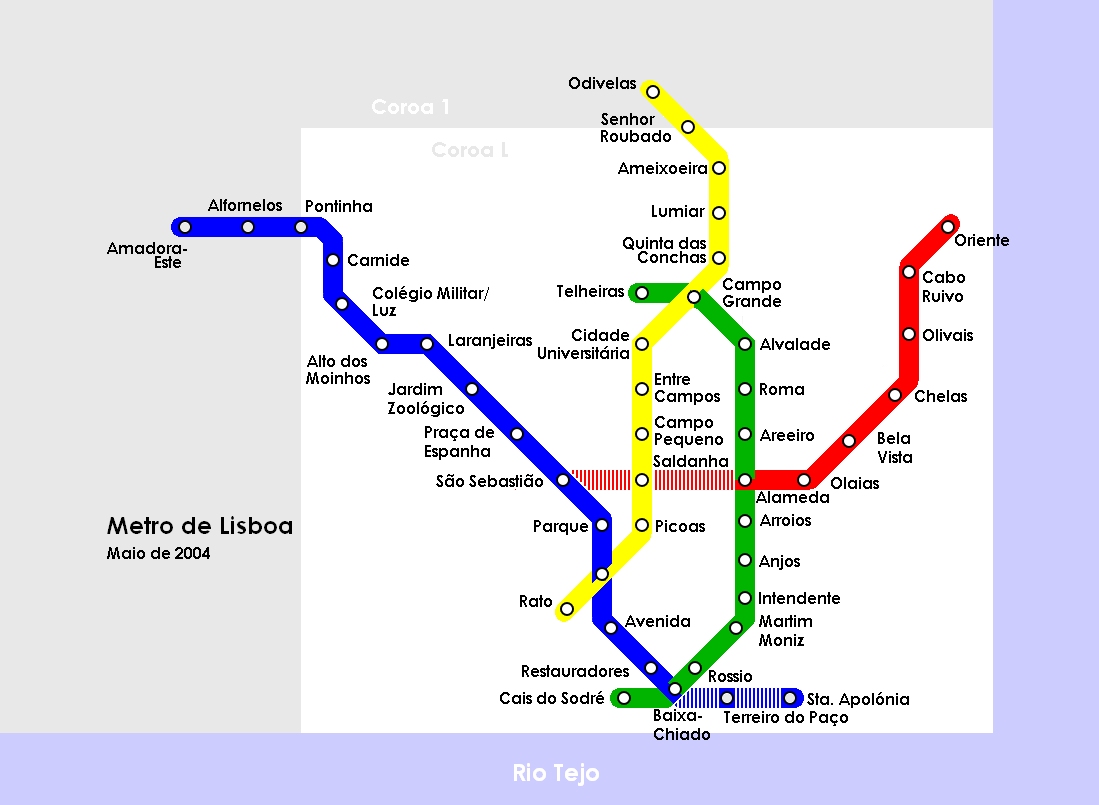
Het metronet van Lissabon, status mei 2004.

In mei 2004 werd de Blauwe lijn via het nieuwe station Alfornelos verlengd naar het nieuwe eindpunt Amadora Este.

### Verlenging blauwe lijn in december 2007

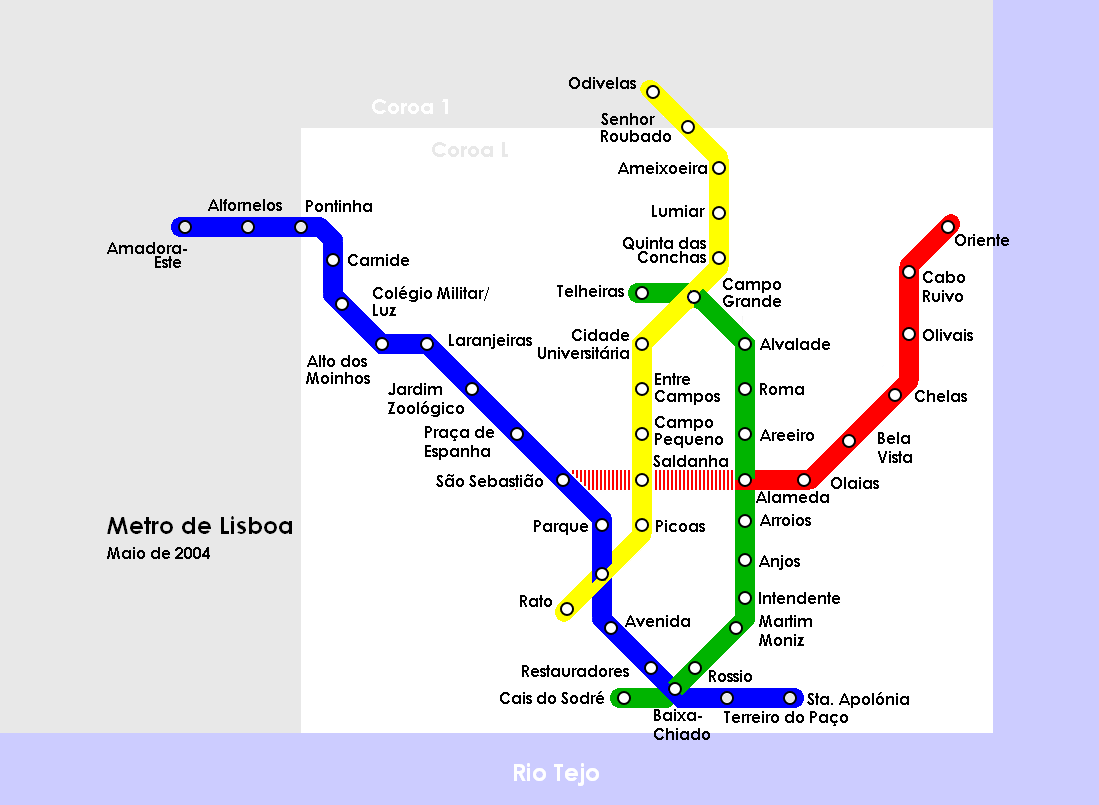
Het metronet van Lissabon, status december 2007.

In december 2007 werd de Blauwe lijn in zuidoostelijke richting verlengd naar Terreiro do Paço en Santa Apolónia. De totale lengte van de metro van Lissabon bedraagt sindsdien 39.0km

### Verlenging rode lijn in augustus 2009

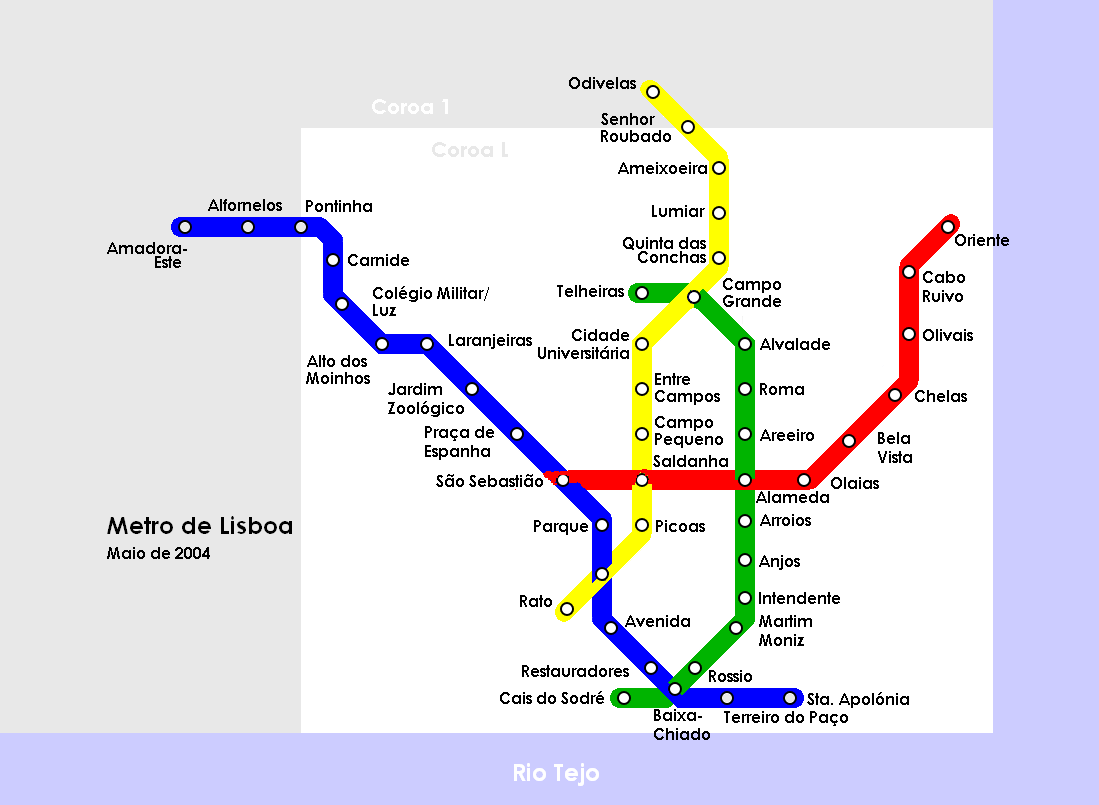
Het metronet van Lissabon, status augustus 2009.

Op 29 augustus 2009 werd de verlenging van de rode lijn tussen de stations Alameda op de kruising van de rode en de groene lijn en Sao Sebastião op de kruising van rode en de blauwe lijn gerealiseerd. Tevens werd het station Saldanha op de kruising van de rode en de gele lijn aangedaan. Hiervoor zijn op alle drie de stations nieuwe stations gebouwd onder de bestaande stations.
De verlenging maakte het mogelijk om naar elk metrostation te reizen met maximaal 1 overstap.

### Verlenging rode lijn in juli 2012

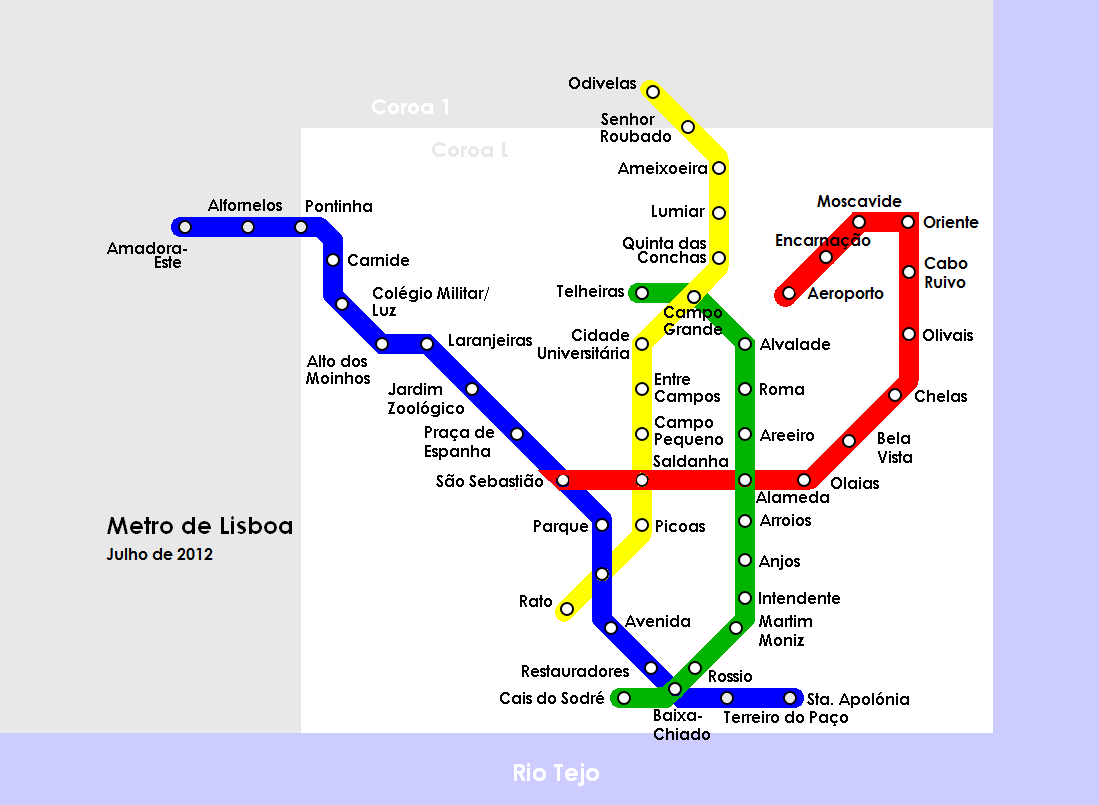
Het metronet van Lissabon, status juli 2012.

Op 17 juli 2012 werd de verlenging van de rode lijn tussen de stations Oriente en Aeroporto geopend. Met de 3,3 km lange verlenging komt de lengte van de rode lijn nu tot 17 km. Op de verlenging zijn 3 nieuwe stations geopend te weten: Moscavide, Encarnação and Aeroporto. Met deze verlenging wordt het mogelijk om binnen 16 minuten van het vliegveld van Lissabon naar het centrum van Lissabon te reizen. Het metrobedrijf van Lissabon verwacht met deze verlenging een CO2 reductie van 5000 ton te realiseren omdat het nu mogelijk is om zonder gebruik van taxi of bus vanaf het vliegveld naar het stadscentrum te reizen.

### Verlenging blauwe lijn in april 2016

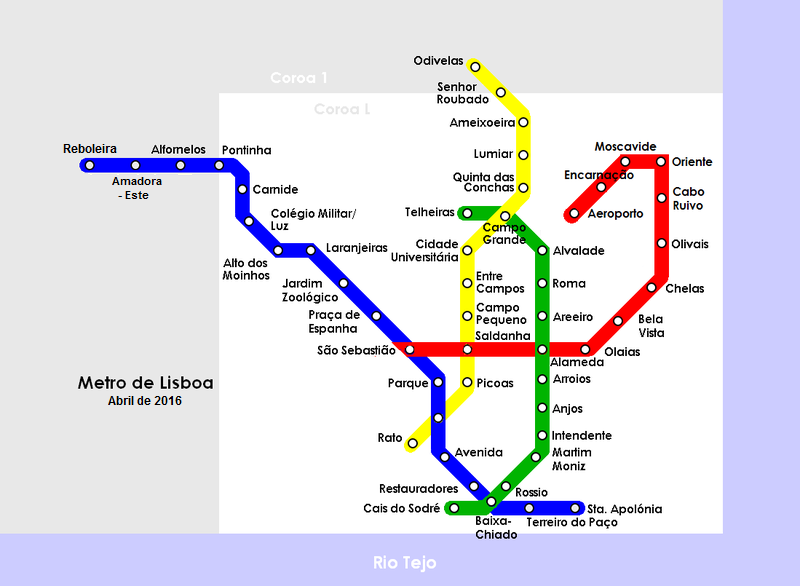
Het metronet van Lissabon, status april 2016.

Op 13 april 2016 werd, na bijna zeven jaar bouwtijd(die gedurende lange tijd had stilgelegen), de uitbreiding Amadora Este – Reboleira eindelijk in gebruik genomen. Met de opening van het nieuwe eindpunt Reboleira heeft het netwerk nu een lengte van 44,2 kilometer en in totaal 56 stations, waarvan zes overstapstations.

### Werkzaamheden groene lijn in 2017
Op 19 juli 2017, werd station Arroios gelegen aan de groene lijn gesloten voor uitbreidings- en renovatiewerkzaamheden. Tevens is toen gestart met het rijden van metrotreinstellen met zes rijtuigen op de groene lijn.
Vrijwel het gehele metronet is ondergronds gelegen. Slechts op enkele plaatsten komt de metro bovengronds zoals bij het station Campo Grande. Wel komt de metro enkele keren even bovengronds als een vallei tussen 2 heuvels moet worden overbrugd.

## Toekomst

### In uitvoering

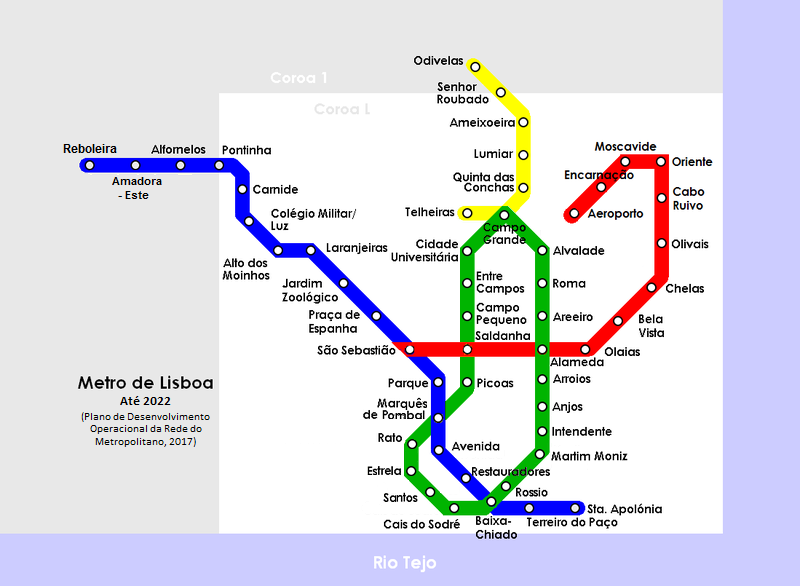
Het toekomstige metronet van Lissabon, planning 2022.

Op 14 december 2016 werd besloten om de gele lijn uit te breiden van Rato tot Cais do Sodré. Op de 1,9 km uitbreiding van de lijn zijn ook 2 nieuwe stations gepland te weten Estrela en Santos. De werken zijn pas in 2021 en 2022 geheel aanbesteed. Deze uitbreiding is naar verwachting in 2025 gereed.
De Metro van Lissabon zal dan een lengte van 46,1 kilometer hebben en 58 stations hebben.
Met het realiseren van deze uitbreiding zal de indeling van de groene en gele lijn aangepast worden. De gele lijn zal  dan lopen van het huidige eindstation van de groene lijn Telheiras via Campe Grande naar het huidige eindstation Odivelas van de gele lijn.
De groene lijn zal dan een ringlijn gaan vormen met het overige deel van de huidige gele lijn. Overstapmogelijkheden naar de andere lijnen zijn dan mogelijk op de stations Campo Grande(naar gele lijn), Saldanha(naar rode lijn), Marques de Pombal(naar blauwe lijn), Baixa-Chado(naar blauwe lijn) en Alameda(naar rode lijn)
Voor de Rode lijn staat een verlenging op het zuidelijk deel van de lijn van 4 km van station Sao Sebastiào naar station Alcantara in de planning. Dit is een combinatie van de eerder geplande verlenging van de rode lijn naar Alvito en de eerder geplande verlenging van de gele lijn in zuidelijk richting naar station Alcàntara. Op deze verlenging zijn 3 stations gepland te weten: Campolide/Amoreiras(samenvoeging van eerder geplande separate stations), Campo de Ourique(beide van oude plannen verlenging rode lijn) en Infante Santo(eerder gepland als station op de gele lijn). De realisatie van deze verlenging is naar verwachting in 2026 gereed. Na deze uitbreiding zal de Metro van Lissabon zal dan een lengte van 50,1 kilometer hebben en 61 stations hebben.
De eerder geplande verlenging van de Rode lijn naar Prazres en Alvito is hiermee komen te vervallen. 

### In studie
De Rode lijn moet na de gerealiseerde verlenging naar het vliegveld nog verlengd worden vanaf station Moscavide naar station Sacavém.
Voor de verlenging van de Gele lijn werd op 5 juli 2021 werd een overeenkomst ondertekend tussen Metropolitano de Lisboa en de gemeenteraden van Loures en Odivelas voor de planning en aanleg van een bovengrondse lightraillijn die de twee gemeenten zou verbinden met het huidige eindstation van de Gele lijn Odivelas. Deze lijn werd later omgedoopt tot de Violette Lijn.
Daarnaast worden er studies uitgevoerd naar de verlenging van zowel de Blauwe- als de Gele lijn. De Blauwe lijn zal aan de noordzijde vanaf Reboleira  worden doorgetrokken naar station Hospital. Deze verlenging zal uiteindelijk deel gaan uitmaken van de Rode lijn(zie ook Verre toekomst).

#### Verre toekomst

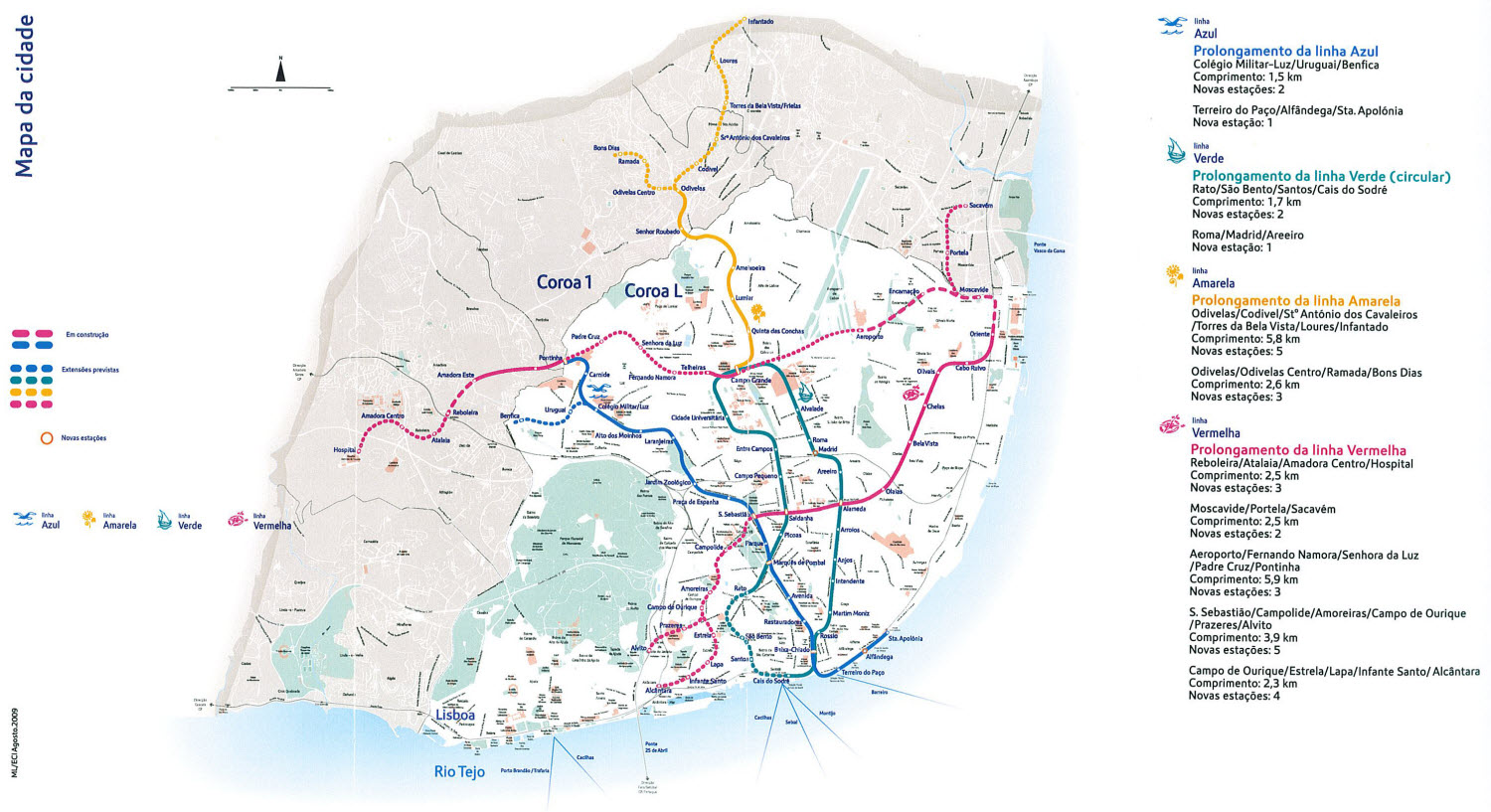
Kaart van de metro van Lissabon in 2020 na het realiseren van alle uitbreidingen.

Op 2 september 2009 maakte de staatssecretaris van verkeer, Ana Paula Vitorino, plannen bekend voor de uitbreiding van de Metro van Lissabon. Deze plannen zijn sindsdien al vele malen gewijzigd en dit is wat er momenteel bekend is:

##### Blauwe lijn
1. inkorting van de lijn aan de noordelijke zijde tot station Colégio Militar/Luz. Het restant van de huidige blauwe lijn zal opgenomen worden in de dan uitgebreide rode lijn. Wat er met station Carnide, dat op een dan niet meer gebruikt stuk spoor ligt zal gebeuren is niet bekend.
2. nieuwe aftakking in westelijke richting naar nieuwe eindstation Benfica met 1 tussenliggend stations: Uruguai. Deze lengte van deze verlenging bedraagt 1,5 km.
3. nieuw station Alfândega aan zuidelijke zijde tussen het eindpunt Santa Apolónia en Terreiro do Paço.

##### Groene lijn
Naaste de huidige in aanleg zijn de uitbreiding tot ringlijn staat de bouw van een extra station genaamd Madrid tussen de huidige stations Areeiro en Roma op de planning.

##### Gele lijn
De gele lijn wordt een stuk ingekort aan de zuidelijke richting vanwege de toevoeging aan de groene lijn. In noordelijke richting stonden in het verleden 2 uitbreidingen in de planning. Bij het huidige eindpunt Odivelas zou de lijn uitbreiden in 2 richtingen te weten richting Infantado en richting Bons Dias. Deze delen van de Gele lijn zijn nu aangepast en hebben geleid tot voornemen van aanleggen van de de Violette lijn en als bovengrondse lightrail worden aangelegd en bij eindpunt Odivelas een mogelijkheid tot overstappen op de gele lijn hebben.

##### Violette lijn
De Violette lijn zal een lightrailverbinding zijn die voornamelijk bovengronds zal worden aangelegd en die door Metropolitano de Lisboa zal worden geëxploiteerd. De Violette Lijn die het ziekenhuis Beatriz Ângelo zal verbinden met Infantado in een halfronde route die bij het eindstation van de Gele lijn Odivelas, de Gele lijn zal kruisen en zal dienen als de belangrijkste schakel tussen de gemeenten Loures en Odivelas. Er zijn 19 stations gepland op de 12,5 km lange lijn,  11 stations op 7,4 km spoor in de gemeente Loures en 8 stations en 5,1 km spoor in de gemeente Odivelas. Van deze stations zullen 13 bovengronds, 3 ondergronds en 3 verdiept worden aangelegd.

##### Rode lijn
Ook de aanpassingen aan de rode lijn zijn erg ingrijpend. In totaal wordt er 20,6 km aan metrospoor toegevoegd en worden er 20 nieuwe stations geopend. De uitbreidingen bestaan uit:
1. een verdere uitbreiding in westelijke richting via Campo Grande en Telheiras naar het station Pontinha aan de huidige blauwe lijn. Hier worden 3 nieuwe stations aangelegd: Fernado Namora, Senhora da Luz en Padre Cruz. De lengte van deze verlenging bedraagt 5,9 km.
2. een uitbreiding van het station Reboleira naar Hospital in Oeiras. Hier worden de stations Atalaio, Amadora Centro en Hospital aangelegd. De lengte van deze verlenging bedraagt 2,5 km.

## Metrolijnen
Er zijn 4 metrolijnen (blauw, geel, groen en rood) en 58 stations( van overstapstations zijn stations op beide lijnen geteld).
| Lijnkleur                | Lijnbenaming                     | Beginpunt      | Eindpunt                       | Aantal Stations | Lengte | geschiedenis |
| ------------------------ | -------------------------------- | -------------- | ------------------------------ | --------------- | ------ | --- |
| Linha Azul Blauwe lijn   | Linha da Gaivota Zeemeeuwlijn    | Santa Apolónia | Reboleira                      | 18              | 13 km  | 1959: Sete Rios (nu Jardim Zoológico) - Restauradores 1988: Sete Rios - Colégio Militar (nu Colégio Militar-Luz) 1997: Colégio Militar-Luz - Pontinha 1998: Baixa-Chiado (Blauwe en Groene lijnen gesplitst) 2004: Pontinha - Amadora Este 2007: Baixa-Chiado - Santa Apolónia 2016: Amadora Este - Reboleira |
| Linha Amarela Gele lijn  | Linha do Girassol Zonnebloemlijn | Rato           | Odivelas                       | 13              | 11 km  | 1959: Entre Campos - Restauradores 1988: Entre Campos - Cidade Universitária 1993: Cidade Universitária - Campo Grande 1997: Rotunda (nu Marquês de Pombal) - Rato 1999: Campo Grande - Odivelas |
| Linha Verde Groene lijn  | Linha da Caravela Karveellijn    | Cais do Sodré  | Telheiras                      | 13              | 9 km   | 1972: Restauradores - Alvalade 1993: Alvalade - Campo Grande 1998: Baixa-Chiado - Cais do Sodré (Blauwe en Groene lijnen gesplitst) 2002: Campo Grande - Telheiras |
| Linha Vermelha Rode lijn | Linha do Oriente Orientlijn      | São Sebastião  | Aeroporto (Luchthaven Portela) | 12              | 15 km  | 1998: Alameda - Oriente 2009: Alameda (II) - São Sebastião (II) 2012: Oriente - Aeroporto |

## Metromaterieel
Voor de uitvoering van de dienstregeling beschikt de metro van Lissabon over metrostellen verdeeld over 4 series:
- ML90 (57 wagons)
- ML95 (114 wagons)
- ML97 (54 wagons)
- ML99 (113 wagons)

In totaal zijn nu 338 wagons in dienst.
Reeds uit dienst genomen zijn de metrostellen van de series:
- ML7 (80 wagons, uit dienst sinds 31 januari 2001)
- ML79 (56 wagons, uit dienst sinds 11 juli 2002)

Alle metrostellen van de metro Lissabon zijn ongeveer 2,79 meter breed, 3,52 meter hoog. De lengte varieert naargelang de serie en de samenstelling van het metrostel. In alle series is zowel een 2 wagon (MM, motorwagon/motorwagon) als een 3 wagon (MTM, motorwagon/trailerwagon/motorwagon) samenstelling mogelijk. De langste mogelijk combinatie is 6 wagons.
De metrostellen rijden op normaalspoor. De voeding van 750 volt gelijkspanning wordt middels een sleepcontact betrokken aan de bovenzijde van een derde rail. Dit is anders dan, bijvoorbeeld, de metrosystemen in Nederland waarbij de stroom aan de onderzijde van de derde rail wordt betrokken.
De maximumsnelheid van alle metrostellen is 72 km/h.

## Materiaal werkplaatsen en opstelterreinen
De metro van Lissabon heeft de beschikking over 2 werkplaatsen annex opstelterreinen:
- PMO II (Calvanas): nabij station Campo Grande.
- PMO III (Pontinha): nabij station Pontinha.

Bij de aanvang van de metro in 1959 beschikte men over 1 werkplaats (PMO I) nabij het toenmalige eindpunt Sete Rios (thans Jardim Zoológico) die met een enkelsporige tunnel was verbonden met het nabijgelegen station Palhavã. Deze werkplaats was voor grote onderhouds- en spuitwerkzaamheden en bijvoorbeeld voor het draaien van wagons op de aanwezige draaischijf.
De meeste metrostellen verbleven 's nachts gewoon ondergronds in een breder deel van de tunnel bij het eindpunt waar men over inspectie- en reinigingsfaciliteiten beschikte alsmede over een kleine werkplaats.